# Hanamaki
Hanamaki (japanisch 花巻市, -shi) ist eine Stadt in der Präfektur Iwate auf Honshū, der Hauptinsel von Japan.

## Geographie
Hanamaki liegt nördlich von Sendai und südlich von Morioka.
Der Kitakami durchfließt die Stadt von Norden nach Süden.

## Wirtschaft
Hanamaki entwickelte sich in der Edo-Zeit als Burgstadt. Reste der Burg Hanamaki sind noch vorhanden. In der Stadt werden elektrische Geräte und Kamera-Linsen hergestellt. Landwirtschaftliche Produkte sind Reis und Milch.

## Sehenswürdigkeiten
Der Ortsteil Ōhasama ist Heimat des Maskentanzes Hayachine Kagura (早池峰神楽) der 2009 von der UNESCO in die Repräsentative Liste des immateriellen Kulturerbes der Menschheit aufgenommen wurde.

## Verkehr
- Flughafen Hanamaki
- Straße:
  - Tōhoku-Autobahn
  - Nationalstraße 4, nach Tōkyō bzw. Aomori
- Zug:
  - JR Tōhoku-Shinkansen: Bahnhof Shin-Hanamaki
  - JR Tōhoku-Hauptlinie

## Städtepartnerschaften
- Berndorf (Niederösterreich)

## Angrenzende Städte und Gemeinden
- Morioka
- Kitakami
- Tōno

## Söhne und Töchter der Stadt
- Yamamuro Kieko (1874–1916), Sozialreformerin
- Kenji Miyazawa (1896–1933), Dichter
- Tatsuya Neko (* 1972), Fußballspieler
- Eiki Takahashi (* 1992), Geher
- Shinji Nakano (* 1999), Radsportler